# 阿普爾伍德 (科羅拉多州)
阿普爾伍德（英語：Applewood）是位於美國科羅拉多州傑佛遜縣的一個人口普查指定地區。

## 地理
阿普爾伍德的座標為39°44′59″N 105°09′18″W / 39.74972°N 105.15500°W，而該地最高點為海拔高度1771米（即5810英尺）。

## 人口
根據2010年美國人口普查的數據，阿普爾伍德的面積為11.52平方千米，當中陸地面積為10.56平方千米，而水域面積為0.96平方千米。當地共有人口7160人，而人口密度為每平方千米621人。